# How the Universe Works
Cómo funciona el Universo (How the Universe Works, en España publicada como La historia del universo) es una miniserie documental que se publicó originalmente en el canal Discovery Channel. 
La primera temporada comenzó a emitirse el 25 de abril de 2010 acabando el 24 de mayo y fue narrada por Mike Rowe También se lanzó en Blu-ray el 28 de febrero de 2012.
Tras el éxito de la primera temporada se lanzó, dos años después, una segunda entrega, narrada esta vez por Erik Todd Dellums. Esta segunda temporada, que también contó con 8 episodios, comenzó a emitirse el 11 de julio de 2012 acabando el 29 de agosto, por el canal Science Channel.
El 9 de julio de 2014 se estrenó la tercera temporada la cual constó de 9 episodios. La premier de la cuarta temporada se lanzó el 14 de julio de 2015, y consta de 8 episodios. En 2017 se emitió la quinta y, a finales del mismo año, comenzó la sexta temporada, que constó de 10 episodios. La séptima se estrenó el 8 de enero de 2019 y la octava el 2 de enero de 2020. La novena se lanzó el 24 de marzo de 2021, la décima el 6 de marzo de 2022 y la décimo primera, y última, el 5 de marzo de 2023.
En España es transmitida a través del canal de TDT Discovery Max, los martes a las 22:30.

## Lista de episodios
| Temporada | Temporada | Episodios | Episodios | Emisión original        | Emisión original        |
| Temporada | Temporada | Episodios | Episodios | Primera emisión         | Última emisión          |
| --------- | --------- | --------- | --------- | ----------------------- | ----------------------- |
|           | 1         | 8         | 8         | 25 de abril de 2010     | 24 de mayo de 2010      |
|           | 2         | 8         | 8         | 11 de julio de 2012     | 29 de agosto de 2012    |
|           | 3         | 9         | 9         | 9 de julio de 2014      | 3 de septiembre de 2014 |
|           | 4         | 8         | 8         | 14 de julio de 2015     | 1 de septiembre de 2015 |
|           | 5         | 9         | 9         | 22 de noviembre de 2016 | 7 de febrero de 2017    |
|           | 6         | 10        | 10        | 9 de enero de 2018      | 13 de marzo de 2018     |
|           | 7         | 10        | 10        | 8 de enero de 2019      | 12 de marzo de 2019     |
|           | 8         | 9         | 9         | 2 de enero de 2020      | 27 de febrero de 2020   |
|           | 9         | 11        | 11        | 24 de marzo de 2021     | 2 de junio de 2021      |
|           | 10        | 6         | 6         | 6 de marzo de 2022      | 10 de abril de 2022     |
|           | 11        | 5         | 5         | 5 de marzo de 2023      | 2 de abril de 2023      |

### Temporada 1
| # Temp. | # Tot. | Título              | Dirigido por    | Fecha de emisión    |
| ------- | ------ | ------------------- | --------------- | ------------------- |
| 1       | 1      | «El Big Bang»       | Louise V. Say   | 25 de abril de 2010 |
| 2       | 2      | «Agujeros Negros»   | Peter Chinn     | 2 de mayo de 2010   |
| 3       | 3      | «Galaxias»          | Louise V. Say   | 10 de mayo de 2010  |
| 4       | 4      | «Estrellas»         | Peter Chinn     | 10 de mayo de 2010  |
| 5       | 5      | «Supernovas»        | Shaun Trevisick | 17 de mayo de 2010  |
| 6       | 6      | «Planetas Extremos» | Lorne Townend   | 17 de mayo de 2010  |
| 7       | 7      | «Sistemas Solares»  | Lorne Townend   | 24 de mayo de 2010  |
| 8       | 8      | «Lunas»             | Shaun Trevisick | 24 de mayo de 2010  |

### Temporada 2
| # Temp. | # Tot. | Título                                | Dirigido por  | Fecha de emisión     |
| ------- | ------ | ------------------------------------- | ------------- | -------------------- |
| 1       | 9      | «Volcanes, los hornos de la creación» | Alex Hearle   | 11 de julio de 2012  |
| 2       | 10     | «Los vientos de la creación»          | Alex Hearle   | 18 de julio de 2012  |
| 3       | 11     | «Planetas del infierno»               | Kate Dart     | 25 de julio de 2012  |
| 4       | 12     | «Megaflares»                          | Kate Dart     | 1 de agosto de 2012  |
| 5       | 13     | «Órbitas extremas»                    | Adam Warner   | 8 de agosto de 2012  |
| 6       | 14     | «Cometas»                             | Adam Warner   | 15 de agosto de 2012 |
| 7       | 15     | «Asteroides»                          | George Harris | 22 de agosto de 2012 |
| 8       | 16     | «En el centro de la tierra»           | George Harris | 29 de agosto de 2012 |

### Temporada 3
| # Temp. | # Tot. | Título                            | Dirigido por | Fecha de emisión        |
| ------- | ------ | --------------------------------- | ------------ | ----------------------- |
| 1       | 17     | «Sol»                             | —            | 09 de julio de 2014     |
| 2       | 18     | «El centro del universo»          | —            | 16 de julio de 2014     |
| 3       | 19     | «Júpiter»                         | —            | 23 de julio de 2014     |
| 4       | 20     | «Primer segundo»                  | —            | 30 de julio de 2014     |
| 5       | 21     | «Saturno»                         | —            | 6 de agosto de 2014     |
| 6       | 22     | «Extinción»                       | —            | 13 de agosto de 2014    |
| 7       | 23     | «La Vía Láctea»                   | —            | 20 de agosto de 2014    |
| 8       | 24     | «Nuestro viaje por las estrellas» | —            | 27 de agosto de 2014    |
| 9       | 25     | «Buscando una segunda tierra»     | —            | 3 de septiembre de 2014 |

### Temporada 4
| # Temp. | # Tot. | Título                            | Dirigido por | Fecha de emisión        |
| ------- | ------ | --------------------------------- | ------------ | ----------------------- |
| 1       | 26     | «How the Universe Built Your Car» | —            | 14 de julio de 2015     |
| 2       | 27     | «Earth: Venus's Evil Twin»        | —            | 21 de julio de 2015     |
| 3       | 28     | «Monster Black Hole»              | —            | 28 de julio de 2015     |
| 4       | 29     | «Edge of the Solar System»        | —            | 4 de agosto de 2015     |
| 5       | 30     | «Dawn of Life»                    | —            | 11 de agosto de 2015    |
| 6       | 31     | «Secret History of the Moon»      | —            | 18 de agosto de 2015    |
| 7       | 32     | «The First Oceans»                | —            | 25 de agosto de 2015    |
| 8       | 33     | «Forces of Mass Construction»     | —            | 1 de septiembre de 2015 |

### Temporada 5
| # Temp. | # Tot. | Título                             | Dirigido por | Fecha de emisión        |
| ------- | ------ | ---------------------------------- | ------------ | ----------------------- |
| 1       | 34     | «Most Amazing Discoveries»         | —            | 22 de noviembre de 2016 |
| 2       | 35     | «Mystery of Planet Nine»           | —            | 26 de noviembre de 2016 |
| 3       | 36     | «Black Holes: The Secret Origin»   | —            | 6 de diciembre de 2016  |
| 4       | 37     | «Secret History of Pluto»          | —            | 3 de enero de 2017      |
| 5       | 38     | «Stars That Kill»                  | —            | 10 de enero de 2017     |
| 6       | 39     | «The Universe's Deadliest»         | —            | 17 de enero de 2017     |
| 7       | 40     | «Life and Death on the Red Planet» | —            | 24 de enero de 2017     |
| 8       | 41     | «The Dark Matter Enigma»           | —            | 31 de enero de 2017     |
| 9       | 42     | «Strangest Alien Worlds»           | —            | 7 de febrero de 2017    |

### Temporada 6
| # Temp. | # Tot. | Título                                       | Dirigido por | Fecha de emisión      |
| ------- | ------ | -------------------------------------------- | ------------ | --------------------- |
| 1       | 43     | «Are Black Holes Real?»                      | —            | 9 de enero de 2018    |
| 2       | 44     | «Twin Suns: The Alien Mysteries»             | —            | 16 de enero de 2018   |
| 3       | 45     | «Dark History of the Solar System»           | —            | 23 de enero de 2018   |
| 4       | 46     | «Death of the Milky Way»                     | —            | 30 de enero de 2018   |
| 5       | 47     | «Uranus and Neptune: Rise of the Ice Giants» | Mark Bridge  | 6 de febrero de 2018  |
| 6       | 48     | «Secret History of Mercury»                  | —            | 13 de febrero de 2018 |
| 7       | 49     | «The Quasar Enigma»                          | —            | 20 de febrero de 2018 |
| 8       | 50     | «Strange Lives of Dwarf Planets»             | —            | 27 de febrero de 2018 |
| 9       | 51     | «War on Asteroids»                           | —            | 6 de marzo de 2018    |
| 10      | 52     | «Mystery of Spacetime»                       | —            | 13 de marzo de 2018   |

### Temporada 7
| # Temp. | # Tot. | Título                            | Dirigido por | Fecha de emisión      |
| ------- | ------ | --------------------------------- | ------------ | --------------------- |
| 1       | 53     | «Nightmares of Neutron Stars»     | —            | 8 de enero de 2019    |
| 2       | 54     | «When Supernovas Strike»          | —            | 15 de enero de 2019   |
| 3       | 55     | «The Interstellar Mysteries»      | —            | 22 de enero de 2019   |
| 4       | 56     | «How Black Holes Made Us»         | —            | 29 de enero de 2019   |
| 5       | 57     | «Secret World of Nebulas»         | —            | 5 de febrero de 2019  |
| 6       | 58     | «Did the Big Bang Really Happen?» | —            | 12 de febrero de 2019 |
| 7       | 59     | «Battle of the Dark Universe»     | —            | 19 de febrero de 2019 |
| 8       | 60     | «Hunt for Alien Life»             | —            | 26 de febrero de 2019 |
| 9       | 61     | «Finding the New Earth»           | —            | 5 de marzo de 2019    |
| 10      | 62     | «Cassini's Final Secrets»         | —            | 12 de marzo de 2019   |

### Temporada 8
| # Temp. | # Tot. | Título                                 | Dirigido por | Fecha de emisión      |
| ------- | ------ | -------------------------------------- | ------------ | --------------------- |
| 1       | 63     | «Asteroid Apocalypse - The New Threat» | —            | 2 de enero de 2020    |
| 2       | 64     | «NASA's Journey to Mars»               | —            | 9 de enero de 2020    |
| 3       | 65     | «Hunt for Alien Evidence»              | —            | 16 de enero de 2020   |
| 4       | 66     | «Death of the Last Stars»              | —            | 23 de enero de 2020   |
| 5       | 67     | «Secrets of Time Travel»               | —            | 30 de enero de 2020   |
| 6       | 68     | «When NASA Met Jupiter»                | —            | 6 de febrero de 2020  |
| 7       | 69     | «Edge of the Universe»                 | —            | 13 de febrero de 2020 |
| 8       | 70     | «Monsters of the Milky Way»            | —            | 20 de febrero de 2020 |
| 9       | 71     | «Earth's Death Orbit»                  | —            | 27 de febrero de 2020 |

### Temporada 9
| # Temp. | # Tot. | Título                         | Dirigido por | Fecha de emisión    |
| ------- | ------ | ------------------------------ | ------------ | ------------------- |
| 1       | 72     | «Journey to a Black Hole»      | —            | 24 de marzo de 2021 |
| 2       | 73     | «Mission to a Comet»           | —            | 31 de marzo de 2021 |
| 3       | 74     | «Secrets of the Sun»           | —            | 7 de abril de 2021  |
| 4       | 75     | «Aliens of the Microcosmos»    | —            | 14 de abril de 2021 |
| 5       | 76     | «Curse of the White Dwarf»     | —            | 21 de abril de 2021 |
| 6       | 77     | «War of the Galaxies»          | —            | 28 de abril de 2021 |
| 7       | 78     | «The Next Supernova»           | —            | 5 de mayo de 2021   |
| 8       | 79     | «Secret Lives of Neutrinos»    | —            | 12 de mayo de 2021  |
| 9       | 80     | «Birth of Monster Black Holes» | —            | 19 de mayo de 2021  |
| 10      | 81     | «Gravitational Waves Revealed» | —            | 26 de mayo de 2021  |
| 11      | 82     | «Mystery of Alien Worlds»      | —            | 2 de junio de 2021  |

### Temporada 10
| # Temp. | # Tot. | Título                           | Dirigido por | Fecha de emisión    |
| ------- | ------ | -------------------------------- | ------------ | ------------------- |
| 1       | 83     | «Secrets of the Cosmic Web»      | Alex Hearle  | 6 de marzo de 2022  |
| 2       | 84     | «Curse of the Cosmic Rays»       | Alex Hearle  | 13 de marzo de 2022 |
| 3       | 85     | «Hunt for Dark Matter»           | Alex Hearle  | 21 de marzo de 2022 |
| 4       | 86     | «Dark History of Earth»          | —            | 28 de marzo de 2022 |
| 5       | 87     | «Hunt for the Universe's Origin» | —            | 3 de abril de 2022  |
| 6       | 88     | «Voyager's Ultimate Mission»     | —            | 10 de abril de 2022 |

### Temporada 11
| # Temp. | # Tot. | Título                               | Dirigido por | Fecha de emisión    |
| ------- | ------ | ------------------------------------ | ------------ | ------------------- |
| 1       | 89     | «The Moons of Saturn»                | —            | 5 de marzo de 2023  |
| 2       | 90     | «A Robot's Guide to Mars»            | —            | 12 de marzo de 2023 |
| 3       | 91     | «Most Violent Event in the Universe» | —            | 19 de marzo de 2023 |
| 4       | 92     | «Countdown to Catastrophe»           | —            | 26 de marzo de 2023 |
| 5       | 93     | «Solar System Special»               | —            | 2 de abril de 2023  |